# 2025 год в спорте
Список 2025 год в спорте описывает спортивные события 2025 года.

## События

### Январь
- 10—12 января — чемпионат Европы по конькобежному спорту ( Херенвен, Нидерланды)[1].
- 12—26 января — Открытый чемпионат Австралии по теннису ( Мельбурн, Австралия).
- 13—23 января — 32-я зимняя Универсиада ( Турин; Италия)[2].
- 17—19 января — чемпионат Европы по шорт-треку ( Дрезден; Германия)
- 14 января—2 февраля — 29-й чемпионат мира по гандболу среди мужчин ( Хорватия,  Дания, Норвегия)[3].
- 28 января—2 февраля — чемпионат Европы по фигурному катанию ( Таллин, Эстония).

### Февраль
- 4—16 февраля — чемпионат мира по горнолыжному спорту ( Зальбах-Хинтерглемм, Австрия)[4].
- 6—8 февраля — чемпионат мира по санному спорту ( Уистлер, Канада)[5].
- 7—9 февраля — чемпионат мира по конькобежному спорту среди юниоров (юноши /девушки) ( Коллальбо, Италия)[6].
- 7—14 февраля — Зимние Азиатские игры ( Харбин, Китай)
- 11—23 февраля — чемпионат мира по биатлону ( Ленцерхайде, Швейцария)[7].
- 18—23 февраля — чемпионат четырёх континентов по фигурному катанию ( Сеул, Республика Корея).
- 26 февраля—9 марта — чемпионат мира по лыжным видам спорта ( Тронхейм, Норвегия).

### Март
- 1—16 марта — чемпионат мира по бобслею и скелетону ( Лейк-Плэсид, США)[8]
- 6—9 марта — чемпионат Европы по лёгкой атлетике в помещении[укр.] ( Апелдорн, Нидерланды)
- 8—16 марта — чемпионат мира по боксу среди женщин ( Ниш, Сербия)[9][10]
- 13—16 марта — чемпионат мира по конькобежному спорту на отдельных дистанциях ( Хамар, Норвегия)[11]
- 14—16 марта — чемпионат мира по шорт-треку ( Пекин, Китай)[12]
- 15—23 марта — чемпионат мира по кёрлингу среди женщин ( Ыйджонбу, Республика Корея)
- 21—23 марта — чемпионат мира по лёгкой атлетике в помещении ( Нанкин, Китай)
- 24—30 марта — чемпионат мира по хоккею с мячом среди мужчин и среди женщин, ( Лидчёпинг, Швеция)[13]
- 25—30 марта — чемпионат мира по фигурному катанию ( Бостон, США)

### Апрель
- 7—13 апреля — чемпионат Европы по борьбе ( Братислава, Словакия)
- 11—20 апреля — чемпионат Европы по русским шашкам среди мужчин и среди женщин ( Кемер, Турция)[14]
- 13—21 апреля — чемпионат Европы по тяжёлой атлетике ( Кишинёв, Молдова)[15]
- 23—27 апреля — чемпионат Европы по дзюдо ( Подгорица, Черногория)[16]

### Май
- 9—25 мая — 88-й чемпионат мира по хоккею с шайбой ( / , Швеция / Дания)[17]
- 25 мая—8 июня — Открытый чемпионат Франции по теннису ( Париж, Франция).

### Июнь
- 5—22 июня — чемпионат мира по международным шашкам среди мужчин ( Яунде, Камерун)[18]
- 14 июня—13 июля — 21-й клубный чемпионат мира по футболу ( США)[19][20].
- 30 июня—13 июля — Уимблдонский турнир ( Лондон, Великобритания).

### Июль
- 11 июля—3 августа — 22-й чемпионат мира по водным видам спорта ( Сингапур)
- 16—27 июля — 32-я летняя Универсиада ( регион Рейн-Рур, Германия)[21]
- 22—30 июля — 70-й чемпионат мира по фехтованию ( Тбилиси, Грузия)

## Ожидаемые события

### Август
- 22 августа—7 сентября — чемпионат мира по волейболу среди женщин ( Накхонратчасима, Чиангмай и Пхукет Таиланд)
- 24 августа—7 сентября — Открытый чемпионат США по теннису ( Нью-Йорк, США).

### Сентябрь
- 5—12 сентября — чемпионат мира по стрельбе из лука ( Кванджу, Республика Корея)
- 27 сентября—5 октября — чемпионат мира по международным шашкам среди женщин ( Кува, Тринидад и Тобаго)

### Октябрь
- 19—25 октября — чемпионат мира по гимнастике ( Джакарта, Индонезия)

### Ноябрь
- 1—15 ноября — чемпионат мира по боксу ( Астана, Казахстан)[22]
- 7—9 ноября — чемпионат четырёх континентов по конькобежному спорту ( Солт-Лейк-Сити; США)[23]

### Декабрь
- 27 ноября—14 декабря — чемпионат мира по гандболу среди женщин ( Германия и  Нидерланды)